# Amakusanthura mana
Amakusanthura mana är en kräftdjursart som först beskrevs av Brian Frederick Kensley 1979.  Amakusanthura mana ingår i släktet Amakusanthura och familjen Anthuridae. Inga underarter finns listade i Catalogue of Life.